# Loi anti-sodomie

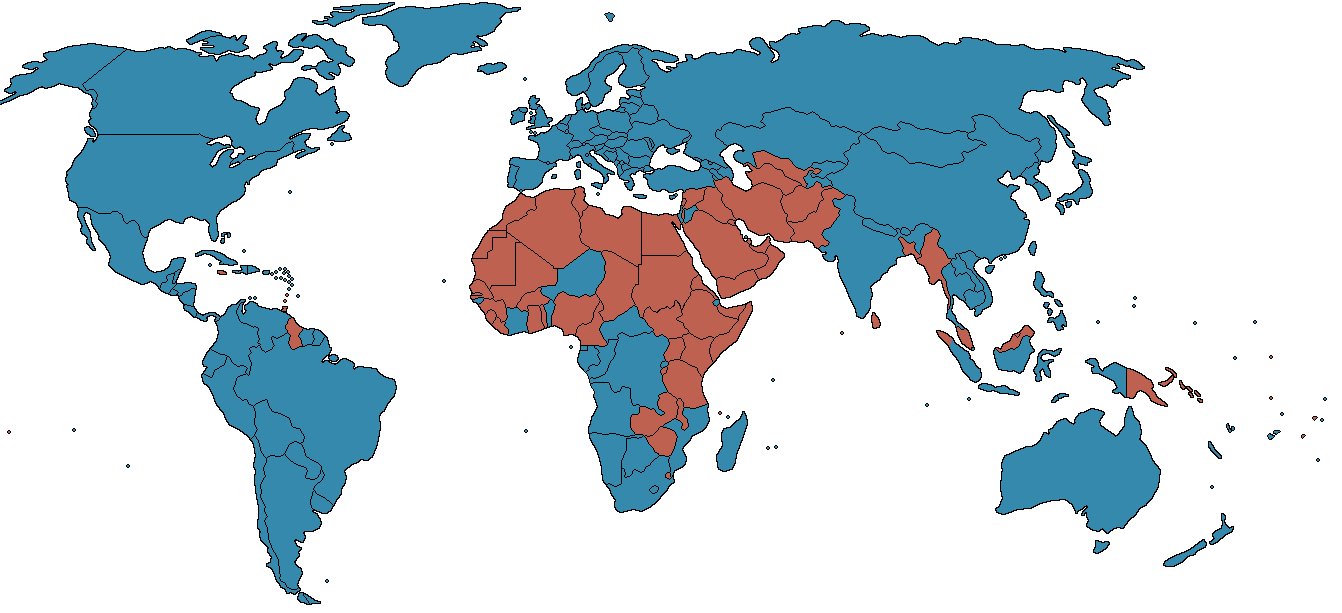
Statut légal des actes de sodomie dans le monde :
Légal
Illégal

Une loi anti-sodomie (de l'anglais : sodomy law) est une loi pénalisant surtout le coït anal entre hommes; dans certains pays, cela peut aussi inclure d'autres comportements sexuels connexes jugés déviants. 
La définition du terme « sodomie » dépend de chaque État et peut être plus ou moins vague mais les tribunaux y associent généralement tout type de relation sexuelle jugé « non naturel », « contre-nature » ou « immoral ». En général, le terme de « sodomie » regroupe ainsi le sexe anal et oral ainsi que la zoophilie. Mais, dans la pratique, les législations anti-sodomie sont plus souvent appliquées à l'encontre de relations homosexuelles qu'hétérosexuelles.

## Histoire

### Criminalisation
Les lois assyriennes, un texte juridique de la Mésopotamie antique, plus précisément l'Assyrie, dont les originaux remontent probablement au XIVe siècle av. J.-C., stipulent : « Si un homme a des relations sexuelles avec son frère d'arme, ils le changeront en eunuque ».
Dans la République romaine, la Lex Scantinia (qui a d'abord été mentionnée dans des documents datant de 50 av. J.-C.) prévoyait des sanctions contre les citoyens commettant un crime sexuel (stuprum) envers un jeune homme né libre et encore mineur. La loi a pu aussi être utilisée pour poursuivre des citoyens mâles qui jouaient volontairement le rôle passif dans des relations homosexuelles avec des hommes,:86, 224:63, 67–68.
La loi est mentionnée dans des sources littéraires mais appliquée peu fréquemment Domitien la fait réviser pendant son programme de réforme judiciaire et moral. On ne sait pas avec certitude si la peine prévue était une amende ou la peine de mort. Pour les hommes citoyens adultes, il était permis de faire des expériences et de réaliser leurs désirs homoérotiques, pour autant que leur partenaire soit un homme d'une condition sociale inférieure:225.
La pédérastie en Rome Antique était acceptable uniquement si le partenaire plus jeune était un prostitué ou un esclave.
La plupart des lois sur la sodomie de la civilisation occidentale tirent leur origine de la croissance du christianisme durant l'antiquité tardive. L'intolérance envers les relations sexuelles entre personnes de même sexe s'est intensifiée dans l'empire romain à la fin du 4e siècle. En 390 l'empereur Théodose Ier ordonne que les hommes prostitués soient mis à mort sur un bûcher, bien qu'il ne soit pas certain que son décret ai été exécuté.
En 1200 l'église catholique romaine lance une campagne massive contre les sodomites, tout particulièrement les homosexuels. Entre 1250 et1300, les actes homosexuels sont criminalisés de façon radicale dans la plupart des régions de l'europe, et parfois même punies de mort:293.
En Angleterre, Henri VIII introduit la première loi pénale contre la sodomie avec la Loi de 1533 sur la Bougrerie, faisant de la sodomie une entorse punie de pendaison, une peine qui n'est abrogée qu'en 1861.
À la suite des Commentaries on the Laws of England  de William Blackstone, le crime de sodomie est souvent définie comme un crime «abominable, détestable et contre nature», avec quelques variantes de la phrases initiales. Cet emploi de langue a conduit à des réglementations différentes à propos de quels actes spécifiques devaient être considérés comme prohibés.

### Décriminalisation

1791–1850
1850–1945
1946–1989
1990–présent
Date de légalisation des relations sexuels entre personnes du même sexe inconnue
Relation entre personnes du même sexe légales depuis toujours
encore criminalisé

### Lois anti-sodomie par pays
| Pays                                 | Homosexualité masculine                                                  | Lesbianisme                                                             | Lois |
| ------------------------------------ | ------------------------------------------------------------------------ | ----------------------------------------------------------------------- | --- |
| Afghanistan                          | Illégale                                                                 | Illégal                                                                 | L'article 646 du Code pénal de 2018 prévoit jusqu'à deux ans de prison pour la sodomie avec un homme ou une femme. Les relations sexuelles sans pénétration entre femmes sont visées par l'article 645 et celles entre hommes par l'article 649. L'article 650 criminalise le ghavadi, qui signifie la mise en relation de personnes en vue de la pratique de la sodomie. L'article 427 prévoit une peine d'emprisonnement pour la « pédérastie », un terme qui désigne habituellement la pédophilie mais qualifie dans ce contexte les relations sexuelles entre hommes adultes. Il n'est pas certain que la peine de mort constitue un châtiment légal pour les rapports homosexuels en droit afghan.                                                                                      |
| Algérie                              | Illégale                                                                 | Illégal                                                                 | L'article 333 du Code pénal de 1966 prévoit jusqu'à deux ans de prison pour outrage public à la pudeur, et l'article 338 prévoit jusqu'à deux ans de prison pour « acte d’homosexualité ». |
| Arabie saoudite                      | Illégale                                                                 | Illégal                                                                 | Il n'existe pas de Code pénal, les tribunaux s'inspirent de la charia. L'interprétation rigoriste qui y prévaut considère la sodomie comme un crime. Pour un homme marié, elle prévoit la mort par lapidation (la même peine est prévue pour un non-musulman coupable de sodomie avec un musulman) ; pour un célibataire, la flagellation ainsi qu'un exil d'un an. Pour être condamnable, l'accusation doit s'appuyer soit sur la confession de l'accusé renouvelée à quatre reprises, soit sur « le témoignage de quatre musulmans dignes de confiance ». |
| Bangladesh                           | Illégale                                                                 | Non illégal                                                             | L'article 377 du Code pénal de 1860 prévoit l'emprisonnement jusqu'à la perpétuité pour les actes « contre-nature ». |
| Brunei                               | Illégale                                                                 | Illégale                                                                | En plus de l'article 377 du Code pénal de 1951 qui criminalise les « actes contre-nature », l'article 82 du Code pénal des tribunaux de la Syariah, applicable aux citoyens musulmans, prévoit la peine de mort pour le liwāṭ. de plus, l'article 92 alinéa 3 prévoit jusqu'à dix ans de prison pour les relations sexuelles lesbiennes. |
| Burundi                              | Illégale                                                                 | Illégal                                                                 | L'article 567 du Code pénal de 2009 prévoit jusqu'à 2 ans de prison pour les relations sexuelles entre personnes de même sexe. |
| Cameroun                             | Illégale                                                                 | Illégal                                                                 | L'article 347-1 du Code pénal de 2016 prévoit jusqu'à 5 ans de prison pour les relations sexuelles entre personnes de même sexe. |
| Comores                              | Illégale                                                                 | Illégal                                                                 | L'article 318(3) du Code pénal de 1981 prévoit jusqu'à 5 ans de prison pour les actes indécents ou contre-nature avec des personnes de même sexe. |
| Égypte                               | Non mentionnée par la loi, mais subit de facto une répression judiciaire | Non mentionné par la loi, mais subit de facto une répression judiciaire | La loi numéro 10 de 1961, qui a pour but de lutter contre la prostitution, est utilisée contre des homosexuels. |
| Émirats arabes unis                  | Illégale                                                                 | Illégal                                                                 | L'article 354 du Code pénal fédéral de 1987 prévoit la peine de mort pour la sodomie entre hommes. |
| Érythrée                             | Illégale                                                                 | Illégal                                                                 | L'article 310(1) du Code pénal de 2015 prévoit jusqu'à 7 ans de prison pour les agissements homosexuels. |
| Eswatini                             | Illicite                                                                 | Illicite                                                                | En vertu de l'article 252(1) de la Constitution, la jurisprudence propre au droit romano-néerlandais tel qu'appliqué en 1907 reste en vigueur. Ainsi, la sodomie est considérée comme un crime. |
| Éthiopie                             | Illégale                                                                 | Illégal                                                                 | Les articles 629 et 630 du Code pénal de 2004 prévoient au minimum un an de prison pour les relations sexuelles entre personnes de même sexe. |
| Gambie                               | Illégale                                                                 | Illégal                                                                 | L'article 143 du Code pénal de 1934 prévoit jusqu'à 14 ans de prison pour la connaissance charnelle « contre-nature ». La section 4(c) de la loi d'amendement du Code pénal de 2005 précise que ce crime inclut bien les agissements homosexuels avec autrui, au même titre que le sexe anal, le sexe oral, et l'utilisation d'objets pour simuler un rapport sexuel. L'article 147(2) du Code pénal dans sa version de 2005 limite les peines pour les femmes à 5 ans de prison en cas de grossière indécence. La loi d'amendement du Code pénal de 2014 prévoit l'emprisonnement à perpétuité en cas de récidive ou de propagation du virus du sida. |
| Ghana                                | Illégale                                                                 | Illégal                                                                 | Les articles 104 et 278 du Code pénal de 1960 prévoient jusqu'à 3 ans de prison pour les actes sexuels « contre-nature » et la grossière indécence. |
| Guinée                               | Illégale                                                                 | Illégal                                                                 | L'article 274 du Code pénal de 2016 prévoit jusqu'à 3 ans de prisons pour les actes « contre-nature » ou « impudiques » entre personnes de même sexe. L'article 275 prévoit jusqu'à 2 ans d'emprisonnement pour l'outrage public à la pudeur. |
| Indonésie                            | Illégale dans certaines provinces, municipalités ou districts            | Illégal dans certaines provinces, municipalités ou districts            | Les articles 63 et 64 du règlement numéro 6 de la province d'Aceh de 2014 prévoit jusqu'à 8 ans de prison pour le liwāṭ et les relations sexuelles lesbiennes, une sanction applicable à tous les habitants de la province. Des peines de prison sont aussi prévues dans la province de Sumatra du Sud, et dans la ville de Padang Panjang et de Pariaman. Le district de Banjar inclut l'homosexualité dans sa définition du délit de prostitution, en tant que constituante « anormale ». |
| Guyana                               | Illégale                                                                 | Illégal                                                                 | L'article 353 de la loi pénale de 1893 prévoit l'emprisonnement à perpétuité pour la « bougrerie ». L'article 351 prévoit jusqu'à 2 ans de prison pour la grossière indécence avec un autre homme. |
| Iran                                 | Illégale                                                                 | Illégal                                                                 | Le Code pénal de 2013 prévoit la peine de mort pour le liwāṭ, mais aussi pour le frottage du pénis entre les fesses ou les cuisses, ainsi que pour les relations sexuelles lesbiennes. Par ailleurs, l'article 237 prévoit entre jusqu'à 74 flagellations pour les actes homosexuels commis par un homme, y compris les baisers et les caresses sensuelles. |
| Irak                                 | Non mentionnée par la loi, mais subit de facto une répression judiciaire | Non mentionné par la loi, mais subit de facto une répression judiciaire | L'Irak a rétabli le Code pénal de 1969 après l'invasion américaine en 2003. Le Code pénal n'interdit pas les activités sexuelles entre adultes consentants du même sexe. Cependant, l'article 401 du Code pénal, qui punit l'« immodestie », a été utilisé pour faire ouvrir des poursuites contre des couples de même sexe. |
| Jamaïque                             | Illégale                                                                 | Illégal                                                                 | L'article 76 de la loi de 1864 prévoit jusqu'à dix ans de prison et de travaux forcés pour la « bougrerie ». L'article 79 prévoit jusqu'à 2 ans de prison pour la grossière indécence avec un autre homme. |
| Koweït (en)                          | Illégale                                                                 | Non illégal                                                             | L'article 193 du Code pénal de 1960 prévoit jusqu'à 7 ans de prison pour les relations sexuelles entre hommes. |
| Kenya                                | Illégale                                                                 | Illégal                                                                 | L'article 163 du Code pénal de 1930 tel qu'amendé en 2003 prévoit jusqu'à 14 ans de prison pour la « connaissance charnelle contre-nature ». L'article 165 prévoit 5 ans de prison pour les hommes coupables de grossière indécence. |
| Kiribati                             | Illégale                                                                 | Légale                                                                  | L'article 153 du Code pénal de 1977 prévoit jusqu'à 14 années de prison pour la bougrerie avec un homme. L'article 155 prévoit jusqu'à 5 ans pour la grossière indécence. |
| Liban                                | Illégale                                                                 | Illégal                                                                 | L'article 534 du Code pénal libanais interdit les relations sexuelles « contraires aux lois de la nature ». En janvier 2014, un juge a acquitté une femme trans, dont l'état civil était toujours masculin, accusée de relations homosexuelles avec un homme, avançant que « l'homosexualité est une exception aux règles, mais elle n'est pas contraire à la nature puisqu'elle fait partie de la nature » |
| Liberia                              | Illégale                                                                 | Pas clair                                                               | L'article 14.74 du Code pénal de 1978 prévoit jusqu'à 1 an de prison pour la sodomie consensuelle. |
| Libye                                | Illégale                                                                 | Illégal                                                                 | L'article 407(4) du Code pénal de 1953 tel qu'amendé en 1976 prévoit jusqu'à 5 ans de prison pour les rapports sexuels « illicites ». L'article 408(4) interdit par ailleurs d'« atteindre à l'honneur » d'une personne même consentante. |
| Malaisie                             | Illégale                                                                 | Non illégal                                                             | Les articles 377, 377A et 377B du Code pénal de 1936 punissent les « actes contre-nature ». |
| Malawi                               | Illégale                                                                 | Illégal                                                                 | L'article 153 du Code pénal de 2011 prévoit jusqu'à 14 ans de prison pour la « connaissance charnelle contre-nature ». L'article 156 prévoit 5 ans de prison pour les pratiques « impudiques » entre hommes, et l'article 137A de même pour les femmes. |
| Maldives                             | Illégale                                                                 | Illégal                                                                 | Les articles 411 et 412 du Code pénal de 2014 prévoient jusqu'à 8 ans de prison pour les relations sexuelles entre personnes de même sexe ainsi que pour la recherche active de ces relations. |
| Maroc                                | Illégale                                                                 | Illégal                                                                 | L'article 489 du Code pénal de 1963 prévoit jusqu'à 3 ans de prison pour les actes « contre-nature ». Par ailleurs, l'articel 483 prévoit jusqu'à 2 ans de prison pour l'outrage public à la pudeur. |
| Maurice                              | Illégale                                                                 | Pas clair                                                               | L'article 250 du Code pénal de 1838 prévoit 5 ans de servitude pénale pour la sodomie. |
| Mauritanie                           | Illégale                                                                 | Illégal                                                                 | L'article 308 du Code pénal de 1983 prévoit la peine de mort pour les relations sexuelles entre hommes, et l'article 306 jusqu'à 2 ans de prison pour celles entre femmes. Toutefois, le gouvernement a affirmé à l'ONU qu'un moratoire sur les exécutions serait en place depuis 1987. |
| Myanmar                              | Illégale                                                                 | Légal                                                                   | L'article 377 du Code pénal de 1860 punit les « actes contre-nature ». |
| Namibie                              | Illégal                                                                  | Pas clair                                                               | Comme attesté par l'article 299 du Criminal Procedure Act 25 de 2004, la sodomie est considérée comme illicite au sein du droit commun namibien fondé sur la doctrine romano-néerlandaise. |
| Nigeria                              | Illégale                                                                 | Illégal                                                                 | Le Code pénal de 2004 prévoit 14 ans de prison pour la « connaissance charnelle contre-nature ». L'article 284 du Code pénal de 1959 applicable aux États du Nord prévoit, lui, jusqu'à 14 ans de prison pour les actes « contre-nature ». Douze des États du Nord ont adopté des Codes pénaux inspirés par les traditions juridiques islamiques, qui prévoient plus ou moins la peine de mort pour les relations sexuelles entre personnes de même sexe. En 2013, les paragraphes 4 et 5 de la loi d'interdiction du mariage homosexuel prévoient 10 ans de prison pour le fait de vivre une relation amoureuse homosexuelle en public. Enfin, en 2017, l'État de Kaduna s'est doté d'un Code pénal dont l'article 259 prévoit au moins 21 ans de prison pour la sodomie et le lesbianisme. |
| Oman                                 | Illégale                                                                 | Illégal                                                                 | Les articles 261 et 262 de la Loi pénale de 2018 prévoient jusqu'à 3 ans de prison pour la pénétration entre hommes et plus généralement les relations sexuelles entre personnes de même sexe. |
| Pakistan                             | Illégale                                                                 | Illégal                                                                 | L'article 377 du Code pénal de 1860 prévoit l'emprisonnement jusqu'à la perpétuité pour les actes « contre-nature ». |
| Papouasie-Nouvelle-Guinée            | Illégale                                                                 | Pas clair                                                               | L'article 210 du Code pénal de 1974 prévoit jusqu'à 14 années de prison pour les « actes contre-nature ». L'article 212 prévoit jusqu'à trois ans de prison pour « indécence » entre hommes. |
| Ouganda                              | Illégale                                                                 | Illégal                                                                 | L'article 145 du Code pénal de 1930 tel qu'amendé en 2000 prévoit l'emprisonnement à perpétuité pour la « connaissance charnelle contre-nature ». |
| Ouzbékistan                          | Illégale                                                                 | Légal                                                                   | L'article 120 du Code pénal de 1994 prévoit jusqu'à 3 ans de prison pour les rapports sexuels entre hommes. |
| Palestine                            | Illégale dans la bande de Gaza                                           | Illégal dans la bande de Gaza                                           | L'article 152 alinéa 2 du Code pénal de la Palestine mandataire prévoit jusqu'à dix ans de prison pour les « actes contre-nature ». |
| Qatar                                | Illégale                                                                 | Illégal                                                                 | Les articles 285 et suivants du Code pénal de 2004 prévoient jusqu'à sept ans de prison pour les relations sexuelles entre hommes, jusqu'à trois ans pour la séduction d'un homme ou d'une femme à des fins homosexuelles, et jusqu'à dix ans pour la pratique professionnelle de la sodomie. |
| Sainte-Lucie                         | Illégale                                                                 | Légal                                                                   | L'article 133 du Code pénal de 2004 prévoit jusqu'à dix ans de prison pour la « bougrerie », définie comme les relations sexuelles anales entre hommes. L'article 132 prévoit jusqu'à dix ans de prison pour la grossière indécence. |
| Saint-Vincent-et-les-Grenadines (en) | Illégale                                                                 | Illégal                                                                 | L'article 146 du Code pénal de 1988 prévoit jusqu'à 10 ans de prison pour la « bougrerie ». L'article 148 prévoit jusqu'à 5 ans de prison pour la grossière indécence entre personnes de même sexe. |
| Samoa                                | Illégale                                                                 | Légal                                                                   | L'article 67 de la Loi pénale de 2013 prévoit jusqu'à 5 ans de prison pour la sodomie. |
| îles Salomon (en)                    | Illégale                                                                 | Illégale                                                                | L'article 160 du Code pénal de 1963 prévoit jusqu'à 14 ans de prison pour les « actes contre-nature » dont la « bougrerie ». L'article 162 prévoit jusqu'à 5 années de prison pour l'« indécence » entre personnes de même sexe. |
| Sénégal                              | Illégale                                                                 | Illégal                                                                 | L'article 319 du Code pénal de 1965 prévoit jusqu'à 5 ans de prison pour les actes « contre-nature » entre personnes de même sexe. |
| Sierra Leone (en)                    | Illégale                                                                 | Non illégal                                                             | L'article 61 d'une loi coloniale britannique de 1861 sur les atteintes à la personne prévoit un emprisonnement pouvant aller jusqu'à la perpétuité pour les actes de « bougrerie ». |
| Somalie                              | Illégale                                                                 | Illégal                                                                 | L'article 409 du Code pénal de 1964 prévoit jusqu'à 3 ans de prison pour les relations sexuelles entre personnes de même sexe. Toutefois, la réforme constitutionnelle de 2012 autoriserait la peine de mort sur le fondement de la charia, selon un rapport de l'ILGA. |
| Soudan                               | Illégale                                                                 | Illégal                                                                 | L'article 148 du Code pénal tel qu'amendé en 2020 prévoit jusqu'à 7 ans de prison pour les actes de sodomie avec récidive, et jusqu'à la perpétuité en cas de troisième récidive. L'article 151 prévoit jusqu'à 40 flagellations et jusqu'à 1 an de prison pour la grossière indécence. L'article 152 prévoit jusqu'à six mois de prison pour l'outrage public à la pudeur. |
| Soudan du Sud                        | Illégale                                                                 | Illégal                                                                 | L'article 248 du Code pénal de 2008 prévoit jusqu'à 10 ans de prison pour les relations sexuelles « contre-nature ». |
| Sri Lanka (en)                       | Illégale                                                                 | Illégal                                                                 | Les articles 365 et 365A prévoient jusqu'à 10 ans de prison pour les « actes contre-nature » et jusqu'à deux ans pour la grossière indécence. |
| Syrie                                | Illégale                                                                 | Pas clair                                                               | L'article 520 du Code pénal de 1949 prévoit jusqu'à 3 ans de prison pour les relations sexuelles « contre-nature » et l'outrage public à la pudeur. |
| Tanzanie                             | Illégale                                                                 | Illégal                                                                 | L'article 154 du Code pénal de 1998 prévoit l'emprisonnement jusqu'à la perpétuité pour la « connaissance charnelle contre-nature ». Les articles 138a et 157 prévoient 5 ans de prison pour la grossière indécence. |
| Tchad                                | Illégale                                                                 | Illégal                                                                 | L'article 354 du Code pénal tel qu'amendé en 2017 prévoit jusqu'à 2 ans de prison pour les relations sexuelles entre personnes du même genre. |
| Tonga                                | Illégale                                                                 | Légale                                                                  | L'article 136 du Code pénal de 1988 prévoit jusqu'à 10 ans de prison pour la sodomie, et l'article 142 autorise la flagellation des sodomites masculins. |
| Togo                                 | Illégale                                                                 | Illégal                                                                 | L'article 392 de la section 3 du Code pénal de 1980 tel qu'amendé en 2015 prévoit jusqu'à 3 ans de prison pour les actes indécents ou « contre-nature » avec une personne de même sexe. |
| Tunisie                              | Illégale                                                                 | Illégal                                                                 | L'article 230 du Code pénal de 2010 prévoit jusqu'à 3 ans de prison pour la sodomie. |
| Turkménistan                         | Illégale                                                                 | Non illégal                                                             | L'article 135 du Code pénal de 1997, tel qu'amendé en 2019, prévoit jusqu’à 5 ans de prison pour la sodomie entre hommes. |
| Tuvalu                               | Illégale                                                                 | Légale                                                                  | L'article 153 du Code pénal de 1965 prévoit jusqu'à 14 années de prison pour la « bougrerie », et l'article 155 prévoit jusqu'à 5 ans pour l'« indécence » entre hommes. |
| Yémen                                | Illégale                                                                 | Illégal                                                                 | L'article 264 du Code pénal de 1994 prévoit la flagellation pour le liwāṭ, et la peine de mort si le coupable était marié. L’article 268 du Codé Pénal. La sanction est un maximum de 3 ans de prison pour les relations sexuelles lesbiennes. |
| Zambie                               | Illégale                                                                 | Illégal                                                                 | L'article 155 du Code pénal tel qu'amendé en 1933 prévoit jusqu'à 14 ans de prison pour la « connaissance charnelle contre-nature ». |
| Zimbabwe                             | Illégale                                                                 | Illégal                                                                 | L'article 73 de la loi pénale de 2004 prévoit jusqu'à 1 an de prison pour les relations sexuelles anales entre hommes, ainsi que pour tous les contacts physiques similaires qui seraient considérés comme indécents par une personne raisonnable. |

## Droit par pays

### Droit canadien
Autrefois, une disposition du Code criminel canadien punissait l'infraction de sodomie, mais elle a été décriminalisée en majeure partie en 1968 par la Loi de 1968-69 modifiant le droit pénal Pour la partie non décriminalisée, l'infraction a été renommée en crime de « relations sexuelles anales » en 1985. Cette infraction criminelle est demeurée dans le Code criminel jusqu'en 2019.

### Droit français
Le crime de sodomie est aboli en 1791.